# Élections législatives de 1906 en Charente-Inférieure
 (octobre 2020).
Si vous disposez d'ouvrages ou d'articles de référence ou si vous connaissez des sites web de qualité traitant du thème abordé ici, merci de compléter l'article en donnant les références utiles à sa vérifiabilité et en les liant à la section « Notes et références ».
Les élections législatives de 1906 ont eu lieu les 6 et 20 mai 1906.

## Élus
|   | Circonscription     | Député sortant       |  | Groupe parlementaire | Député élu           |  | Groupe parlementaire |
| - | ------------------- | -------------------- |  | -------------------- | -------------------- |  | -------------------- |
| 1 | Jonzac              | Fernand Larquier     |  | Union démocratique   | Fernand Larquier     |  | Gauche radicale      |
| 2 | Marennes            | Frédéric Garnier     |  | Union démocratique   | Charles Torchut      |  | Gauche radicale      |
| 3 | Rochefort           | Ernest Braud         |  | Gauche radicale      | Ernest Braud         |  | Gauche radicale      |
| 4 | La Rochelle         | Édouard Charruyer    |  | Gauche radicale      | Maurice Roy          |  | Gauche radicale      |
| 5 | 1re de Saintes      | Jean-Octave Lauraine |  | Gauche radicale      | Jean-Octave Lauraine |  | Gauche radicale      |
| 6 | 2e de Saintes       | Camille Nicolle      |  | Non inscrit          | Camille Nicolle      |  | Gauche radicale      |
| 7 | Saint-Jean d'Angély | Eugène Réveillaud    |  | Gauche radicale      | Eugène Réveillaud    |  | Gauche radicale      |

## Résultats à l'échelle du département
| Partis         | Partis                                           | Premier tour | Premier tour | Deuxième tour | Deuxième tour | Sièges |
| Partis         | Partis                                           | Voix         | %            | Voix          | %             | Sièges |
| -------------- | ------------------------------------------------ | ------------ | ------------ | ------------- | ------------- | ------ |
|                | Action libérale populaire                        | 46 674       | 40,24        | 13 449        | 41,10         | 0      |
|                | Parti républicain, radical et radical-socialiste | 33 485       | 28,87        | 8 223         | 25,13         | 4      |
|                | Radicaux indépendants                            | 21 673       | 18,69        | 11 053        | 33,78         | 2      |
|                | Alliance républicaine démocratique               | 10 797       | 9,31         |               |               | 1      |
|                | Section française de l'Internationale ouvrière   | 2 127        | 0,76         | 0             |               |        |
|                | Conservateurs                                    | 888          | 0,77         | 0             |               |        |
|                | Socialistes indépendants                         | 166          | 0,14         | 0             |               |        |
|                |                                                  |              |              |               |               |        |
| Inscrits       | Inscrits                                         | 146 634      | 100,00       | 42 610        | 100,00        | 7      |
| Votants        | Votants                                          | 117 425      | 80,08        | 33 337        | 78,23         |        |
| Abstentions    | Abstentions                                      | 29 209       | 19,92        | 9 273         | 21,76         |        |
| Blancs et nuls | Blancs et nuls                                   | 1 435        | 1,22         | 612           | 1,84          |        |
| Exprimés       | Exprimés                                         | 115 990      | 98,78        | 32 725        | 98,16         |        |

## Résultats par arrondissement

### Arrondissement de Jonzac
| Candidats      | Candidats             | Étiquette              | Premier tour | Premier tour |
| Candidats      | Candidats             | Étiquette              | Voix         | %            |
| -------------- | --------------------- | ---------------------- | ------------ | ------------ |
|                | Fernand Larquier      | ARD                    | 10 797       | 51,01        |
|                | Marquis de Montebello | ALP                    | 10 204       | 48,21        |
|                | Boutin                | Socialiste indépendant | 166          | 0,78         |
|                |                       |                        |              |              |
| Inscrits       | Inscrits              | Inscrits               | 24 873       | 100,00       |
| Votants        | Votants               | Votants                | 21 342       | 85,80        |
| Abstention     | Abstention            | Abstention             | 3 531        | 14,20        |
| Blancs et nuls | Blancs et nuls        | Blancs et nuls         | 175          | 0,82         |
| Exprimés       | Exprimés              | Exprimés               | 21 167       | 99,18        |

### Arrondissement de Marennes
| Candidats      | Candidats         | Étiquette           | Premier tour | Premier tour | Deuxième tour | Deuxième tour |
| Candidats      | Candidats         | Étiquette           | Voix         | %            | Voix          | %             |
| -------------- | ----------------- | ------------------- | ------------ | ------------ | ------------- | ------------- |
|                | Charles Torchut   | PRRRS               | 6 646        | 45,98        | 8 223         | 61,21         |
|                | Clément Villeneau | ALP                 | 4 793        | 33,16        | 5 212         | 38,79         |
|                | Pierre Voyer      | Radical indépendant | 2 126        | 14,71        |               |               |
|                | Lebel             | Conservateur        | 888          | 6,14         |               |               |
|                |                   |                     |              |              |               |               |
| Inscrits       | Inscrits          | Inscrits            | 18 374       | 100,00       | 18 367        | 100,00        |
| Votants        | Votants           | Votants             | 14 597       | 79,44        | 13 910        | 75,73         |
| Abstention     | Abstention        | Abstention          | 3 777        | 20,56        | 4 457         | 24,27         |
| Blancs et nuls | Blancs et nuls    | Blancs et nuls      | 144          | 0,99         | 475           | 3,41          |
| Exprimés       | Exprimés          | Exprimés            | 14 453       | 99,01        | 13 435        | 96,59         |

### Arrondissement de Rochefort
| Candidats      | Candidats      | Étiquette      | Premier tour | Premier tour |
| Candidats      | Candidats      | Étiquette      | Voix         | %            |
| -------------- | -------------- | -------------- | ------------ | ------------ |
|                | Ernest Braud   | PRRRS          | 7 890        | 53,83        |
|                | Dubois         | ALP            | 4 639        | 31,65        |
|                | Descamps       | SFIO           | 2 127        | 14,51        |
|                |                |                |              |              |
| Inscrits       | Inscrits       | Inscrits       | 20 890       | 100,00       |
| Votants        | Votants        | Votants        | 14 887       | 71,26        |
| Abstention     | Abstention     | Abstention     | 6 003        | 28,74        |
| Blancs et nuls | Blancs et nuls | Blancs et nuls | 231          | 1,55         |
| Exprimés       | Exprimés       | Exprimés       | 14 656       | 98,45        |

### Arrondissement de La Rochelle
| Candidats      | Candidats         | Étiquette           | Premier tour | Premier tour | Deuxième tour | Deuxième tour |
| Candidats      | Candidats         | Étiquette           | Voix         | %            | Voix          | %             |
| -------------- | ----------------- | ------------------- | ------------ | ------------ | ------------- | ------------- |
|                | Gaudet de Lestard | ALP                 | 7 781        | 40,19        | 8 237         | 42,70         |
|                | Maurice Roy       | Radical indépendant | 6 466        | 33,40        | 11 053        | 57,30         |
|                | Chatonet          | Radical indépendant | 5 113        | 26,41        |               |               |
|                |                   |                     |              |              |               |               |
| Inscrits       | Inscrits          | Inscrits            | 24 254       | 100,00       | 24 243        | 100,00        |
| Votants        | Votants           | Votants             | 19 551       | 80,61        | 19 427        | 80,13         |
| Abstention     | Abstention        | Abstention          | 4 703        | 19,39        | 4 816         | 19,87         |
| Blancs et nuls | Blancs et nuls    | Blancs et nuls      | 191          | 0,78         | 137           | 0,71          |
| Exprimés       | Exprimés          | Exprimés            | 19 360       | 99,02        | 19 290        | 99,29         |

### Arrondissement de Saintes

#### 1recirconscription
| Candidats      | Candidats            | Étiquette      | Premier tour | Premier tour |
| Candidats      | Candidats            | Étiquette      | Voix         | %            |
| -------------- | -------------------- | -------------- | ------------ | ------------ |
|                | Jean-Octave Lauraine | PRRRS          | 8 181        | 64,01        |
|                | Thirion              | ALP            | 4 599        | 35,99        |
|                |                      |                |              |              |
| Inscrits       | Inscrits             | Inscrits       | 16 923       | 100,00       |
| Votants        | Votants              | Votants        | 13 107       | 77,45        |
| Abstention     | Abstention           | Abstention     | 3 816        | 22,55        |
| Blancs et nuls | Blancs et nuls       | Blancs et nuls | 327          | 2,49         |
| Exprimés       | Exprimés             | Exprimés       | 12 780       | 97,51        |

#### 2ecirconscription
| Candidats      | Candidats            | Étiquette           | Premier tour | Premier tour |
| Candidats      | Candidats            | Étiquette           | Voix         | %            |
| -------------- | -------------------- | ------------------- | ------------ | ------------ |
|                | Camille Nicolle      | Radical indépendant | 7 968        | 60,02        |
|                | Charles Faure-Biguet | ALP                 | 5 307        | 39,98        |
|                |                      |                     |              |              |
| Inscrits       | Inscrits             | Inscrits            | 16 872       | 100,00       |
| Votants        | Votants              | Votants             | 13 390       | 79,36        |
| Abstention     | Abstention           | Abstention          | 3 482        | 20,64        |
| Blancs et nuls | Blancs et nuls       | Blancs et nuls      | 115          | 0,86         |
| Exprimés       | Exprimés             | Exprimés            | 13 275       | 99,14        |

### Arrondissement de Saint-Jean d'Angély
| Candidats      | Candidats           | Étiquette      | Premier tour | Premier tour |
| Candidats      | Candidats           | Étiquette      | Voix         | %            |
| -------------- | ------------------- | -------------- | ------------ | ------------ |
|                | Eugène Réveillaud   | PRRRS          | 10 768       | 53,52        |
|                | Louis Roy de Loulay | ALP            | 9 351        | 46,48        |
|                |                     |                |              |              |
| Inscrits       | Inscrits            | Inscrits       | 24 448       | 100,00       |
| Votants        | Votants             | Votants        | 20 551       | 84,06        |
| Abstention     | Abstention          | Abstention     | 3 897        | 15,94        |
| Blancs et nuls | Blancs et nuls      | Blancs et nuls | 432          | 2,10         |
| Exprimés       | Exprimés            | Exprimés       | 20 119       | 97,90        |